# 황갈색안테키누스
황갈색안테키누스(Antechinus leo)는 오스트레일리아에서 발견되는 작은 육식성 유대류의 일종이다. 아이언산맥안테키누스 또는 케이프요크안테키누스로도 알려져 있다. 케이프요크반도의 유일한 토착종 포유류로 맥라이스 산맥과 아이언 산맥 주변의 준탈락성 숲에 제한적으로 분포한다. 아테톤안테키누스 (Antechinus godmani)와 함께 안테키누스속에서 가장 희귀한 종이다.

## 분류
황갈색안테키누스는 1980년까지는 기술되지 않았다. 이전에는 노랑발안테키누스 (A. flavipes rubeculus) 및 아테톤안테키누스 (A. godmani)와 혼동을 일으켰다. 주머니고양이과에 속하는 종으로 학명 "레오(leo)"는 사자처럼 황갈색 털을 가졌기 때문에 붙여진 이름이다.

## 특징
황갈색안테키누스는 안테키누스속 중에서 가장 큰 종의 하나로 근연종들보다 좀더 붉은 색조를 띤다. 야행성 동물이며 나무 위에서 생활하는 수상성 동물이고 다양한 무척추동물을 먹는다.
모든 안테키누스속 종들처럼 수컷은 번식 이후에 죽는다.
전체적으로 황갈색을 띠지만, 머리 가운데에 진한 줄무늬가 나 있다.
짝짓기 철은 9월이다.

## 분포 및 서식지
분포 지역 범위가 아주 제한적이며, 케이프요크반도 아주 좁은 지역의 준탈락성 우림에서 서식한다.
현지에서 흔하지만, 서식지 분포가 제한적이기 때문에 국제자연보전연맹(IUCN)이 취약근접종(NT, near threatened species)으로 분류하기도 했다.